# .бг
（DNS名稱為".xn--90ae"）是保加利亞的保加利亞語國際化國家及地區頂級域。2010年5月8日，ICANN駁回之申請，因其外觀與巴西的國家及地區頂級域.br相似。2010年6月，保加利亞的交通運輸部部長Alexander Tsvetkov表示會再次提出申請。2014年ICANN改变其态度，认为.бг不会与ISO 3166-1代码冲突，最终通过将该西里尔字母顶级域加入根服务器。
而保加利亞的傳統國家及地區頂級域是.bg。